# Coleshill (Buckinghamshire)
Pour les articles homonymes, voir Coleshill.
Coleshill est une paroisse civile et un village du Buckinghamshire, en Angleterre.